# The Rough Dog
The Rough Dog è un singolo del violinista libanese Ara Malikian, pubblicato il 14 dicembre 2018 come terzo estratto dal nono album in studio Royal Garage.

## Descrizione
Il brano ha visto la partecipazione vocale di Serj Tankian e presenta un testo di carattere ironico ed incentrato sulla storia di un cane.

## Tracce
Testi di Serj Tankian, musiche di Ara Malikian.
1. The Rough Dog – 3:48

## Formazione
- Ara Malikian – violino
- Serj Tankian – voce
- Humberto Armas – viola
- Tony Carmona – chitarra
- Shayan Fathi – batteria
- Alejandro Viana – violoncello
- Billy Villegas – basso